# 上大和橋
上大和橋（かみやまとばし）は、大阪市の東横堀川に架かる橋。
大阪市中央区瓦屋町3丁目と島之内2丁目の間を結んでいる。

## 概要

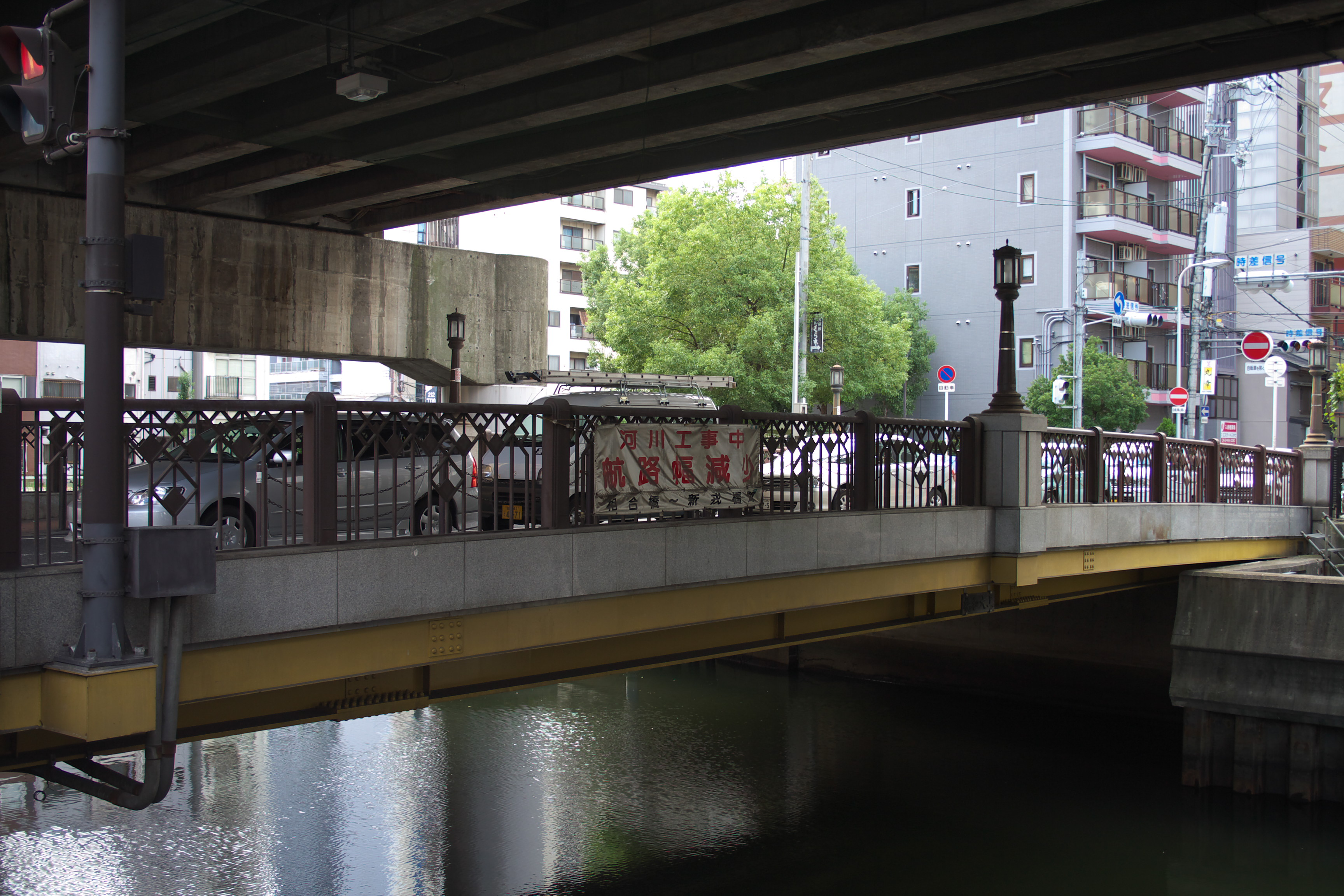
上大和橋（松屋町筋から撮影）

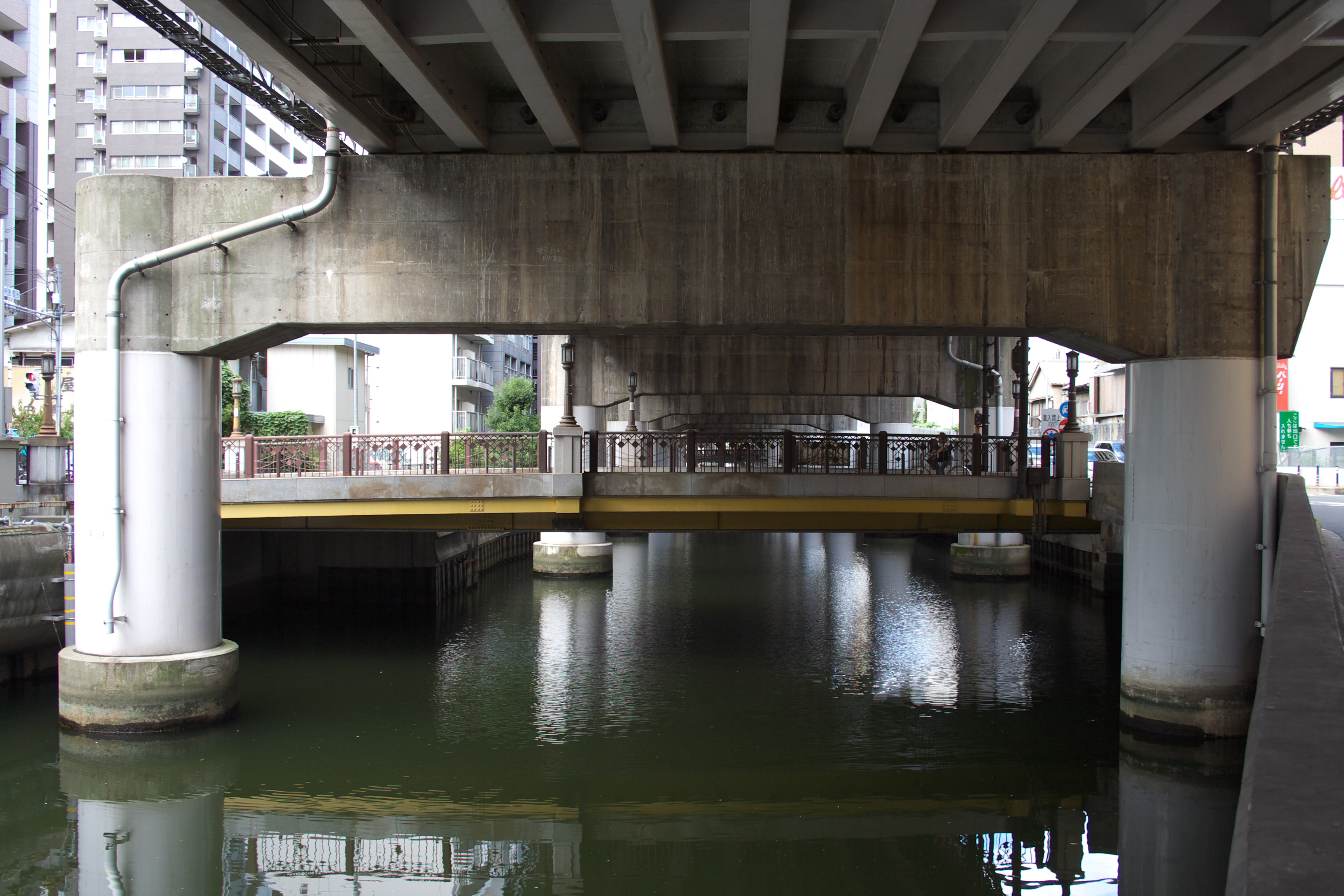
上大和橋（阪神高速1号環状線下から撮影）

東横堀川の最下流にある橋。上大和橋から直角に西へ曲がって道頓堀川になっている。1615年（元和元年）に道頓堀川が開削後、この地は物資の集散地として荷車などが集まる所となり、東横堀川西岸道路の延長上に大和橋が架けられたと伝わる。宝暦年間にこの大和橋を廃して、道頓堀川北岸道路の延長上に上大和橋が架けられた。また、旧大和橋のひとつ下流側に架かっていた中橋が下大和橋に改称されている。橋名は道頓堀川北岸の町名「道頓堀大和町」に由来する。
明治期になっても木橋のままで、1881年（明治14年）の記録では橋長37.8m、幅員3.8mとある。1897年（明治30年）頃に架け替えられ、幅員は6mほどになったが、依然木橋のままで、近代化に及ばなかった。
關一市長の第一次都市計画事業の中の橋梁改築事業により、1925年（大正14年）10月に橋長35.8m、幅員9.1mの三径間の単純鋼桁橋として生まれ変わった。
1965年（昭和40年）の阪神高速1号環状線南行きの開通によって、頭上を高速道路の高架で覆われるようになり、道頓堀出口からの出路を設置するために橋の東側が約4.5m短縮される改修を受けた。

## 仕様
- 桁橋。
- 橋長31.3m、幅11.0m。

## 周辺情報
- 瓦屋橋（東横堀川 ひとつ上流の橋）

## 交通アクセス
- Osaka Metro 日本橋駅7番出口から500m（徒歩8分）
- 大阪シティバス 「瓦屋町二丁目」「下寺町」「堺筋道頓堀」下車